# Litauisches Militärordinariat
Das Litauische Militärordinariat ist ein Militärordinariat in Litauen und zuständig für die litauische Armee.

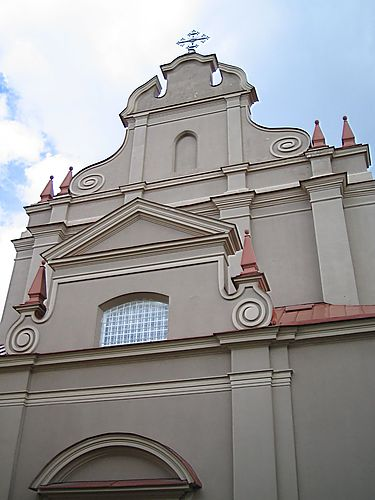
Militärkathedrale St. Ignatius, Vilnius

## Geschichte
Das Militärordinariat betreut Angehörige der litauischen Streitkräfte katholischer Konfessionszugehörigkeit seelsorgerisch. Es wurde durch Papst Johannes Paul II. mit der Apostolischen Konstitution Christi discipuli am 25. November 2000 errichtet. Nach gegenseitigem Beschluss zwischen dem Heiligen Stuhl und der Republik Litauen befindet sich der Sitz des litauischen Militärordinariats in Vilnius.

## Militärbischöfe
| Nr. | Name                  | Amt                                                                                  | von               | bis           |
| --- | --------------------- | ------------------------------------------------------------------------------------ | ----------------- | ------------- |
| 1   | Eugenijus Bartulis    | gleichzeitig Bischof von Šiauliai                                                    | 25. November 2000 | 19. Juni 2010 |
| 2   | Gintaras Linas Grušas | danach Erzbischof von Vilnius und Apostolischer Administrator des Militärordinariats | 19. Juni 2010     | 5. April 2013 |